# Gosia i Małgosia
Gosia i Małgosia – polski miniserial komediowy w reżyserii Jerzego Gruzy.

## Obsada
- Ewa Konstancja Bułhak (Gosia)
- Agnieszka Dygant (Małgosia)
- Wojciech Kalarus (Patryk)
- Hanna Stankówna (Krystyna Biel-Bielecka, sąsiadka dziewczyn)
- Teresa Lipowska (matka Gosi)
- Bohdan Łazuka (ojciec Gosi)
- Ryszard Jabłoński (Krzyś, reżyser filmowy)
- Wojciech Skibiński (Kmiecik, strażnik w Muzeum Narodowym)
- Wojciech Kowman (Benek, „chłopak” Małgosi)
- Krzysztof Kołbasiuk (docent, szef Gosi w Muzeum Narodowym)
- Jacek Piotrowski-Mureno
- Andrzej Stempowski (szef Małgosi)
- Marek Prażanowski („producent” filmu Krzysia, właściciel fabryczki słodziku)
- Janusz Leśniewski (profesor Denis Kowalski, antropolog)
- Jacek Borcuch (Jean Louis)
- Wojciech Cygan (najemnik Karol „Charlie”, sąsiad dziewczyn)
- Marta Dobosz
- Joanna Huzik
- Katarzyna Kordzińska
- Izabela Kowalewska
- Katarzyna Kowalik
- Mirosław Michalak
- Stefan Popkowski (szatniarz w klubie dorabiający jako agent ubezpieczeniowy)
- Magdalena Skiba
- Tomasz Teresak
- Agnieszka Potęga
- Anna Pazikowska
- Marzena Weselińska
- Karina Szafrańska (ekspedientka w butiku)
- Kinga Stroińska
- Joanna Samojłowicz
- Arkadiusz Kazubiński
- Paweł Binke (2 role: Ernest Biel-Bielecki, sąsiad dziewczyn; nieboszczka Rozwadowska, ciotka Patryka)

## Tytuły odcinków
1. Przeprowadzka
2. Sweet Top
3. Test
4. Potop